# Héritage (informatique)
Pour les articles homonymes, voir Héritage.

Diagramme UML représentant une relation d'héritage entre les classes Chat, Animal et Chien : Chat hérite de Animal, Chien hérite de Animal.

En programmation orientée objet, l’héritage est un mécanisme qui permet, lors de la déclaration d’une nouvelle classe, d'y inclure les caractéristiques d’une autre classe.

## Histoire
En 1966, Charles Antony Richard Hoare a proposé l'idée d'avoir plusieurs types d'enregistrements avec des champs communs, ainsi que des champs privés. L'idée de sous-classes a été proposé dans un travail par Ole-Johan Dahl et Kristen Nygaard. Le concept d'héritage a été implémentée dans le langage de programmation Simula 67. Depuis il est présent dans plusieurs langages comme Smalltalk, C++, Java, Python.

## Principe
L'héritage établit une relation de généralisation-spécialisation qui permet d'hériter dans la déclaration d’une nouvelle classe (appelée classe dérivée, classe fille, classe enfant ou sous-classe) des caractéristiques (propriétés et méthodes) de la déclaration d'une autre classe (appelée classe de base, classe mère, classe parent ou super-classe).
En déclarant une nouvelle classe B par héritage de la classe A, ajoutant de nouveaux membres, on peut alors dire que :
- A est une généralisation de B et B est une spécialisation de A ;
- A est une super-classe de B et B est une sous-classe de A ;
- A est la classe mère de B et B est une classe fille de A.

Lorsqu'une classe fille hérite d'une classe mère, elle peut alors utiliser les caractéristiques de la classe mère.
Par exemple, on déclare d'abord la classe de base Vehicule puis, à partir de celle-ci, on déclare les classes dérivées Automobile et Avion qui héritent alors des caractéristiques de la classe de base Vehicule.
On parle d'héritage, car le principe est en quelque sorte le même que celui d’un arbre généalogique; tout comme l'enfant hérite des caractéristiques du parent, les classes « filles » héritent des caractéristiques de leur(s) « mère(s) ».
Ce principe est basé sur une classe dont les « filles » héritent des caractéristiques de leur(s) « mère(s) ».
En programmation orientée objet, l'héritage permet donc de réutiliser (décomposer un système en composants) et d'adapter les objets grâce au polymorphisme.

## Particularités des classes

### Classe abstraite
- Une classe abstraite ne peut être instanciée.
- Si la classe mère est une classe abstraite, il y a de forte chance qu'elle présente des caractéristiques abstraites (retardées). Pour être instanciable, la classe fille doit alors les définir, sinon elle sera elle-même abstraite.
- Si la classe mère est instanciable (c'est-à-dire que toutes ses caractéristiques sont définies) alors la classe fille est également instanciable. Il est possible d'y ajouter des caractéristiques, d'utiliser les caractéristiques héritées (appartenant aux parents) et de redéfinir les méthodes héritées. Généralement cette redéfinition se fait par surcharge sémantique (on déclare de nouveau la méthode avec le même nom et la même signature).

### Visibilité des membres
Pour qu'une classe fille puisse hériter des propriétés de la classe mère, il faut que les propriétés de la classe mère possèdent des attributs de visibilité compatibles.
Il existe dans la plupart des langages trois niveaux de visibilité : 
- Public est la visibilité la plus large (accessible directement en dehors de la classe)
- Private est la plus restrictive (accessible uniquement depuis la classe courante)
- Protected est intermédiaire et est visible par la classe courante, toutes les classes filles, mais inaccessible en dehors des classes mère/filles.